# NGC 430
NGC 430 (други обозначения – UGC 765, MCG 0-4-39, ZWG 385.29, PGC 4376) е елиптична галактика (E) в съзвездието Кит.
Обектът присъства в оригиналната редакция на „Нов общ каталог“.